# RTL 7 (Polonia)
RTL 7 è stata una rete televisiva generalista polacca gestita e di proprietà di Grupa ITI. Trasmetteva in lingua polacca, nel formato panoramico 16:9.